# Csög
Csög (románul Cig) falu Romániában, Szatmár megyében.

## Fekvése
Szatmár megyében, Tasnádtól északkeletre, Érszentkirály, Újnémet és Tasnád között fekvő település.

## Nevének eredete
A Magyar Nyelvtörténeti Szótár szavai ekképpen értelmezik: Csegely, Tsegely, Tseglyes szántóföld ager cuneatus. Ékmódra hegyes, ék alakú. Csög (tseges): nodus (knoten)

## Története
Csög nevét az oklevelek 1205-1235 között már említették Sugu, Chug néven.
1424-ben Chwgh, Chegw, 1447-ben Cseg, 1490-ben Cheögh, 1519-ben Cheegh1662-ben Nagy-Csög, 1681-ben Csögh néven írták nevét. Első nyomát a Váradi regestrumban találjuk, egy per kapcsán. 1297-ben Hegen fia László és rokonságának birtoka volt. 1354-ben Csög Szakácsi Erdélyi Jakab birtokának volt írva, akitől Csögi Péter és rokonsága akarta elfoglalni a birtokot.
Egy 1421. február 8-i dátummal kelt oklevél szerint Zsigmond király az akkor Szolnok vármegyéhez tartozó Chgw (Csög) birtokot új adományként Csögi Simonnak adta a Prága védelme körül szerzett érdemeiért. 1421 és 1543 között a Csögi család tagjainak birtoka volt. 1467-ben azonban Csögi Dorottya Keresztúri Tamásné a birtok egyes részeit az erdélyi püspökségnek adta, melyet a kolozsmonostori konvent is tanúsított.
1546-ban egy csögi részbirtokba Bélteki Drágfi Jánost és Györgyöt iktatták be. 1613-ban egy itteni részbirtokot királyi adományként Lugosi Jánosnak adtak. 1617-ben Rozsályi Kún Lászlóné Ábránfi Katalin és özvegy Dengelegi Miklósné Parlagi Anna szereztek itt részbirtokot.
1624-ben Csögöt és a szatmárvármegyei Szent-Mihály birtokot Bethlen Gábor erdélyi fejedelem Lónyai Farkasra íratta át ötezer forintért.
1648-ban egy csögi részbirtokot Rákóczi György fiának, ifjabb Rákóczi Györgynek adományozott. 1753-ban kifizették II. Rákóczi György neje, Báthory Zsófia itteni birtokán levő terhet, s ezzel a birtok a Bánffy család mindkét nembeli ágára szállt. 1754-ben az itt lakó Gárdos Tivadar szabados és nemes Filep Sándor Sződemeteri lakos zálogba vették 60 forintért Vajai Vay László jobbágyának, a Csögön lakó Váradi Jánosnak a Tasnád-Szarvad-i határon, a csögi patak partján levő rétjét, melyet ennek apja és nagyapja is bírt már. Az 1797-ben végzett összeíráskor Csög birtokosai voltak: a Kincstár, Cserei Farkasné, Vay Mária, báró Bánffy György, Csögi Ferenc és a Csontos család.
Az 1847-ben végzett összeíráskor 696 lakosa volt a településnek. Ebből görögkatolikus 680, izraelita 16 volt. 1890-ben 494 lakosából  magyar 60, tót 1, oláh 429, egyéb nyelvű három fő volt, melyből hat római katolikus, 458 görögkatolikus, 20 református, 10 izraelita volt. A házak száma ekkor 99. 1910-ben 734 lakosából 105 magyar (14,31%), 629 oláh (85,69%).
A trianoni békeszerződés előtt Szilágy vármegye Tasnádi járásához tartozott.

## Nevezetességek
- Görögkatolikus kőtemploma – 1886-ban épült. Anyakönyvet 1824-től vezetnek.